# Лугож
Лу́гож (рум. Lugoj, нем. Lugosch, серб. Lugoš (Лугош), венг. Lugos, тур. Logoş) — город в западной Румынии, в жудеце Тимиш, второй по численности населения город жудеца (после города Тимишоара).
Лугож расположен на обоих берегах реки Тимиш. Город — центр Лугожской епархии Румынской грекокатолической церкви.

## История

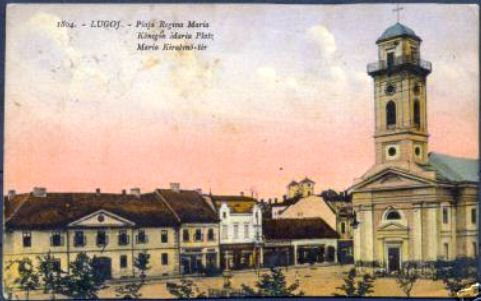
Рынок королевы Марии (Piața Regina Maria) в 1804 году

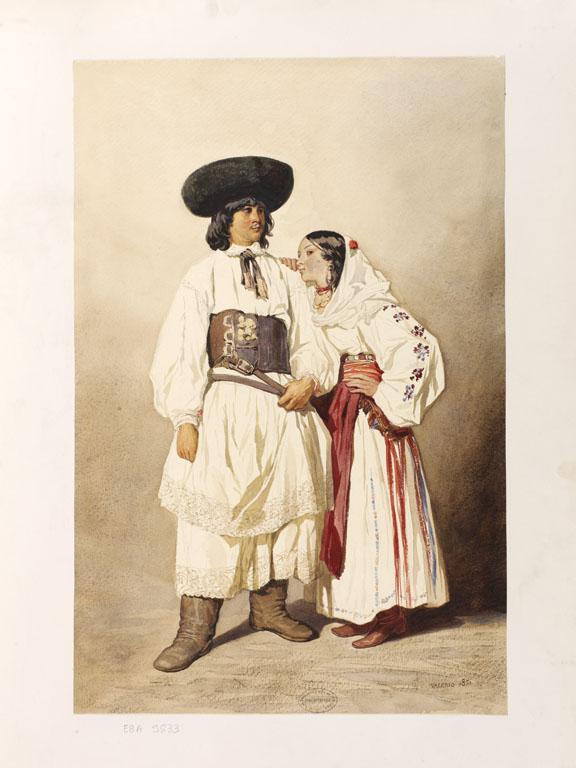
Румынские крестьяне из окрестностей Лугожа, 1851

Лугож ранее был сильно укреплённым городом, который рос вдоль реки Тимиш. В Средние века и в XVIII веке он имел куда большее значение, чем в настоящее время.
Грамота от 22 августа 1376 года, подписанная королём Сигизмундом, свидетельствует о том, что город Лугож был дарован семье Лошонци. В конце XIV века, после битвы при Никополе (1396), турки переправились через Дунай, вторглись в регион Банат и достигли ворот Лугожа. Система обороны города была усилена траншеями, валами и частоколами в 1440 году по инициативе Яноша Хуньяди, ишпана комитата Темеш. Лугож сопротивлялся османскому давлению до 1658 года, когда Акош Барчай, князь Трансильвании, попросил города Лугож и Карансебеш принять решение сейма Сигишоары по турецкой оккупации этих городов.
После поражения турок в битве при Вене в 1683 году Габсбурги перешли в наступление и ненадолго заняли города Лугож и Липова (1688). 21 сентября 1695 года в сражении при Лугоже  армия Габсбургской монархии была разбита войсками Османской империи.
После заключения Карловицкого мира (1699) Банат оставался под властью османов почти 20 лет. Как только 21 июля 1718 года был подписан Пожаревацкий мир, турки были изгнаны из региона. Впоследствии Габсбурги хотели вновь заселить Банат, опустевший в значительной степени после нескольких лет оккупации и более ранней эпидемии бубонной чумы. Власти привлекали сюда немцев из Баварии, Швабии, Эльзаса и Лотарингии, особенно фермеров, чтобы возродить сельское хозяйство в плодородной пойме. Мигранты прибывали в этот район, двигаясь вниз по Дунаю на лодках. Они разбирали плоты, чтобы построить из них свои первые дома. В районе Лугожа первые немецкие колонисты поселились на левом берегу реки Тимиш около 1720 года, основав так называемый «Германский Лугож». Власти предоставили им привилегии по сохранению своего немецкого языка и религии; большинство из переселенцев были католиками.
В XVIII веке в городе было построено много общественных зданий, в том числе римско-католическая церковь и православная церковь Успения. В 1778 году, после включения Баната в состав Венгрии, Лугож стал центром округа Крассо (Караш). В 1795 году правительство объединило румынский Лугож и немецкий Лугож в один город.
Летом 1842 года произошел большой пожар, в результате которого было разрушено около 400 домов и важных зданий города.
Эфтимие Мургу обосновался в Лугоже в 1841 году. В июне 1848 года он возглавил вторую Национальную ассамблею румын Баната, где те выразили в постулатах Национальный указ румын во время революционного движения в Банатае, центром которого был Лугож. В августе 1849 года Лугож был последним местом пребывания венгерского революционного правительства. Он служил последним убежищем Лайоша Кошута и нескольких других лидеров революции до их бегства в Османскую империю.
Согласно императорскому постановлению от 12 декабря 1850 года, Лугож стал резиденцией греко-католической епархии Баната. С 1881 по 1918 год он был центром венгерского комитата Крашшо-Сёрень. Железный мост, ставший символом Лугожа, был построен в 1902 году. Знаменитый актёр, исполнивший роль Дракулы в фильме 1931 года Бела Лугоши (урождённый Бела Блашко) появился на свет в этом городе в 1888 году; он взял себе псевдоним «Лугоши» в 1903 году в честь своей родины.
3 ноября 1918 года в Лугоже состоялось Великое национальное собрание. Было провозглашено право румынской нации на самоопределение после распада Австро-Венгрии в конце Первой мировой войны. Регион Банат после короткого периода сербской оккупации перешёл под румынское управление. Жудец Северин был образован в 1926 году, а его центр находился в Лугоже. Этот жудец был расформирован в ходе административной реформы 1938 года, воссоздан в 1940 году и окончательно расформирован с временным упразднением жудецов коммунистическим правительством в 1950 году.
Во время Румынской революции 1989 года в Лугоже прошли акции протеста, в ходе которых погибли три человека. Город стал в итоге вторым местом в стране после Тимишоары, где пал коммунистический режим.
Город является резиденцией Лугожской епархии Румынской грекокатолической церкви.

### История евреев Лугожа
Евреи впервые поселились в городе в начале XVIII века, работая в промышленности и в управлении транспортной системы Лугожа. Большинство из них в итоге примкнуло к движению неологического иудаизма; в 1883 году была основана еврейская школа. Многие евреи уехали в конце Первой мировой войны и начале румынского правления. Сионистская деятельность началась в 1919 году. В 1930 году в городе насчитывалось 1418 евреев, что составляло 6 % его населения.
Во время Второй мировой войны режим Йона Антонеску оказывал экономическое давление на евреев, отправляя мужчин-членов еврейской общины в принудительные трудовые лагеря близ реки Олт и в районе Брашова. Четверых местных юношей в возрасте 14-15 лет, обвинённых в незаконной коммунистической деятельности, отправили в Транснистрию, где они и умерли. Многие евреи покинули Лугож после войны, отправившись преимущественно в основном в Палестину.

## Население
Согласно переписи 2002 г., число жителей Лугожа составляло 44 571 человек.
82,9 % городского населения — этнические румыны, венгров около 9,6 %, немцев — 2,9 %, цыган до 2,4 %, украинцев — 1,6 %. Другие этнические группы составляют до 0,6 % от населения.
К 2016 году численность населения выросла до 47 702 человек.

## Города-побратимы
- Сексард
- Орлеан
- Йена
- Ассос
- Ниспорены
- Вршац
- Монополи